# 오달제 묘소 및 대낭장비
오달제 묘소 및 대낭장비(吳達濟 墓所 및 帶囊藏碑)는 대한민국 경기도 용인시 처인구 모현읍 오산리에 있는 무덤 및 석물이다. 1986년 5월 31일 용인시의 향토문화재 제3호로 지정되었다.

## 개요
오달제(吳達濟)의 묘소는 처인구 모현면 오산리 양촌마을에 있다. 그의 묘소에는 그가 평소 차고 있던 요대와 주머니만 묻혀 있다. 중국 심양 땅에서 처형당한 뒤 시신조차 거두지 못했기 때문이다. 묘 앞에는 묘비와 상석·향로석, 그리고 좌우에는 동자석·망주석·문인석 등의 석물이 있다. 그의 묘소 좌우에는 전배(前配)인 고령신씨(高靈申氏)와 계배(繼配)인 의령남씨(宜寧南氏)의 묘가 있다. 묘소 입구에는 그의 치적을 기리기 위해 세운 대낭장비(帶囊藏碑)가 있다. 이 비석은 1828년(순조28)에 오달제의 손자인 오경원(吳慶元)에 의해 세워진 것이다. 비문에 의하면, 순조 24ㄴ면에 오경원이 김조순(金祖淳)에게 청하기를 홍익한(洪翼漢), 윤집(尹集) 두 학사는 이미 그들의 의관(衣冠)을 가지고 예장하였는데, 선조인 오달제만은 계비(繼配)인 남씨부인이 항상 오달제의 띠와 주머니를 차고 있으면서, "혼을 불러 장례지내는 일은 옳지 못하다"고 반대하였기 때문에 그렇게 하지 못했다고 기술하였다. 남씨부인이 죽고 난 뒤에야 예장을 결정하고 비로소 이 비석을 세우게 된 것이다. 비목은 김조순이 짓고, 전액(篆額)은 김사목(金思穆)이 비문의 글씨는 이상황(李相璜)이 썼다. 비석은 팔작지붕형의 개석과 비신, 대석으로 되어 있다.뒷면에 「숭정기원후 사무자 입(崇禎紀元後 四戊子 立)」이라는 음각으로 보아 건립연대는 1828년(순조 28)임을 알 수 있다. 
오달제(1609~1637)는 조선 중기의 문신이며 3학사(三學士)의 한 분으로 추앙되고 있다. 자는 계휘(季輝), 호는 추담(秋潭)이며 본관은 해주(海州)이다. 1634년(인조 12) 별시문과에 장원으로 급제하여 전적·수찬 등을 거쳐 부교리가 되었다. 이때 후금과의 사신 교환에 적극 반대하여 주화파의 최명길을 탄핵했다. 병자호란 때는 남한산성에 들어가 청나라와의 화의에 반대하고 주전론을 주장했다. 화의가 성립된 후 적진에 잡혀가게 되었는데, 적장 용골대의 심문에 굴하지 않자 다시 심양으로 이송되었다. 그 곳에서 홍익한, 윤집과 함께 순절하였다. 뒤에 영의정에 추증되고, 충렬이라는 시호가 내렸다. 저서로는 충렬공유고가 있다. 

## 참고 문헌
- 오달제 묘소 및 대낭장비 - 용인시 문화관광 - 향토유적